# Anachis roberti
Anachis roberti is een slakkensoort uit de familie van de Columbellidae. De wetenschappelijke naam van de soort is voor het eerst geldig gepubliceerd in 2006 door Monsecour & Monsecour.